# Pachycondyla stigma
Pachycondyla stigma är en myrart som först beskrevs av Fabricius 1804.  Pachycondyla stigma ingår i släktet Pachycondyla och familjen myror.

## Underarter
Arten delas in i följande underarter:
- P. s. attrita
- P. s. rufescens
- P. s. stigma

## Bildgalleri

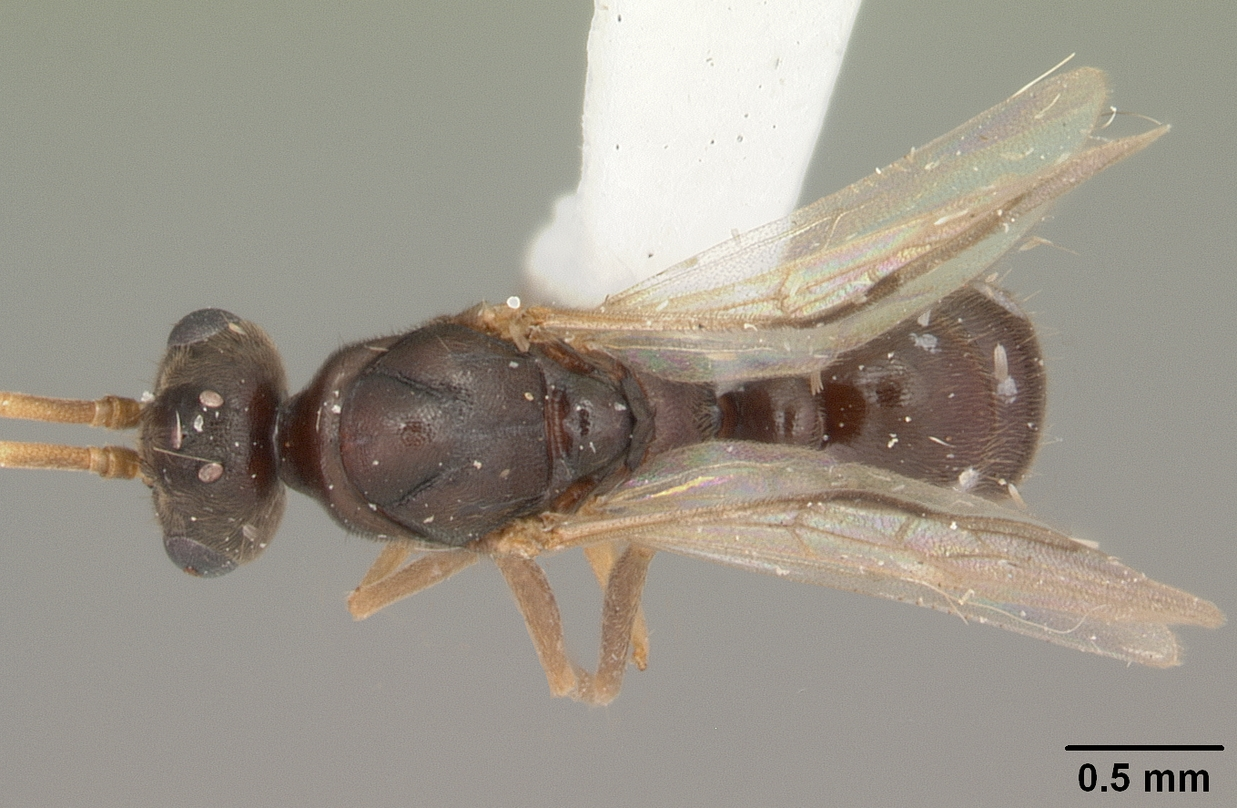
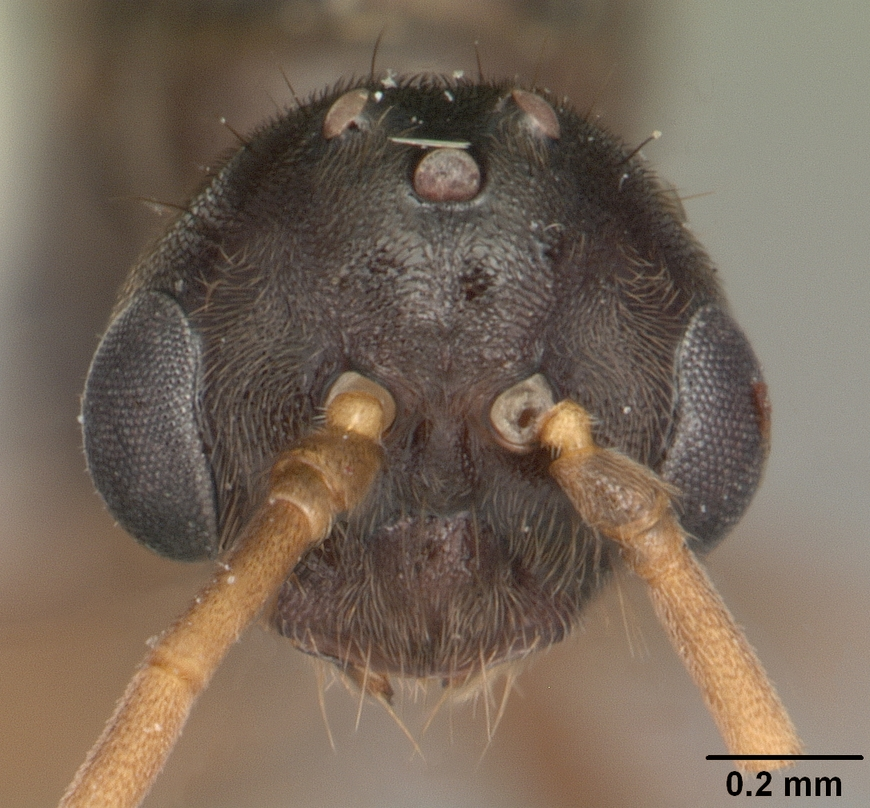
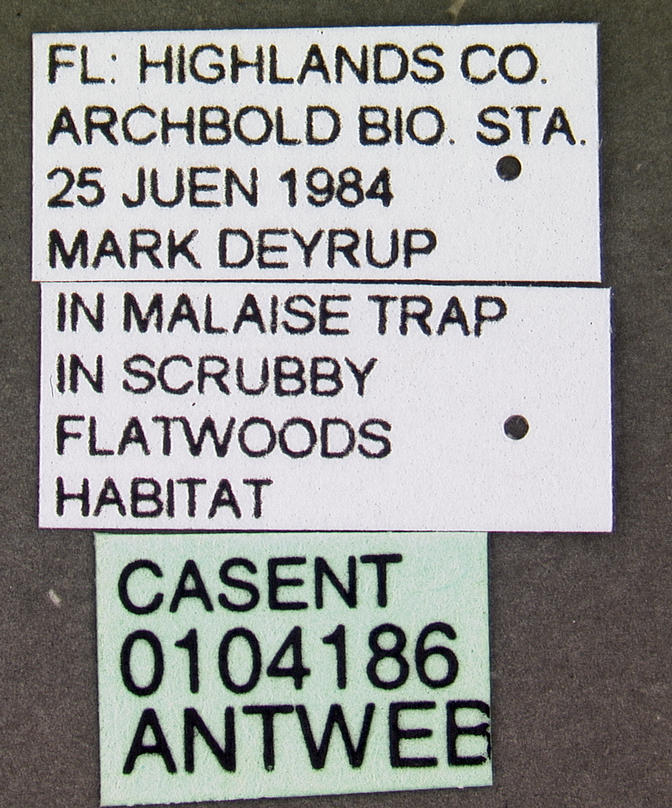
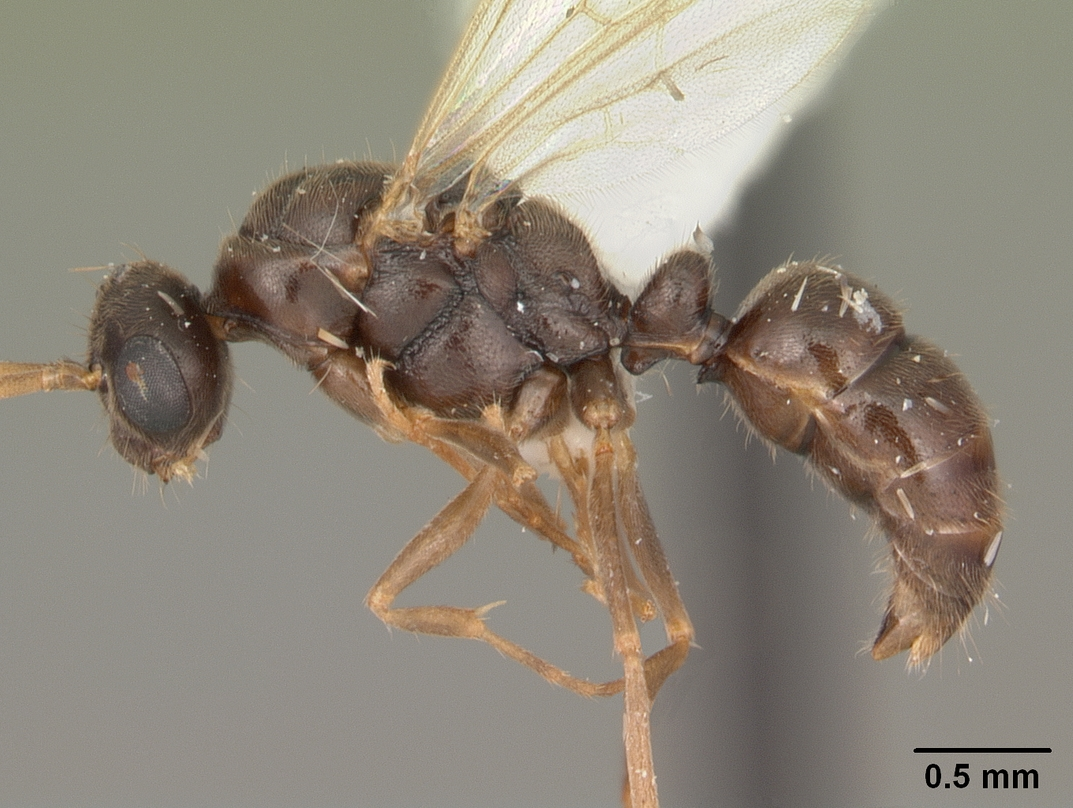
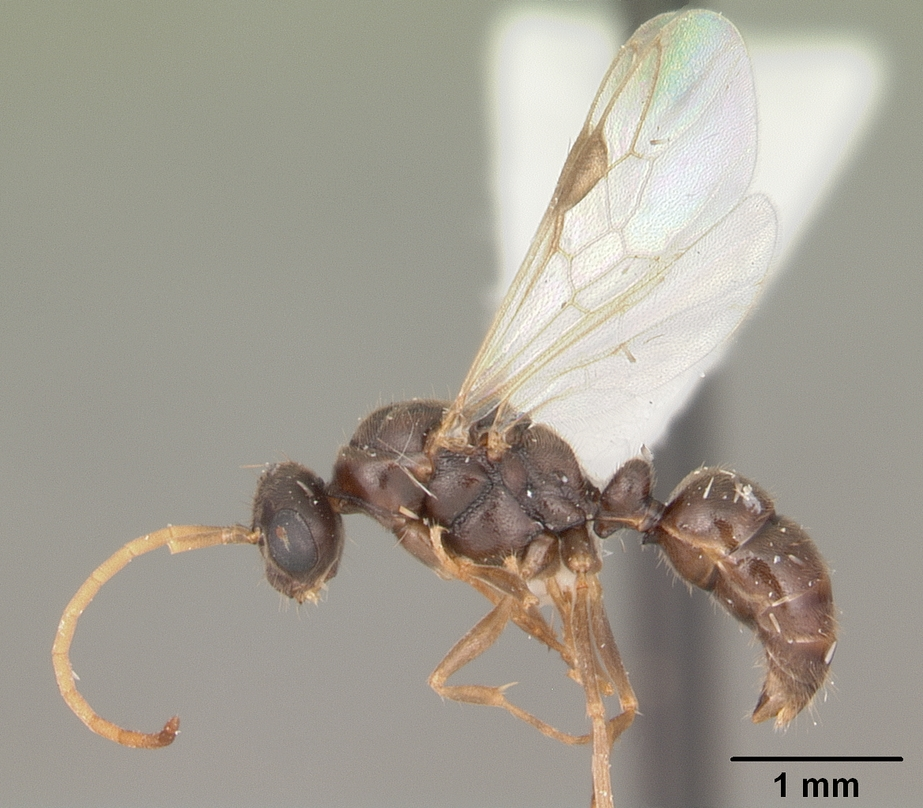
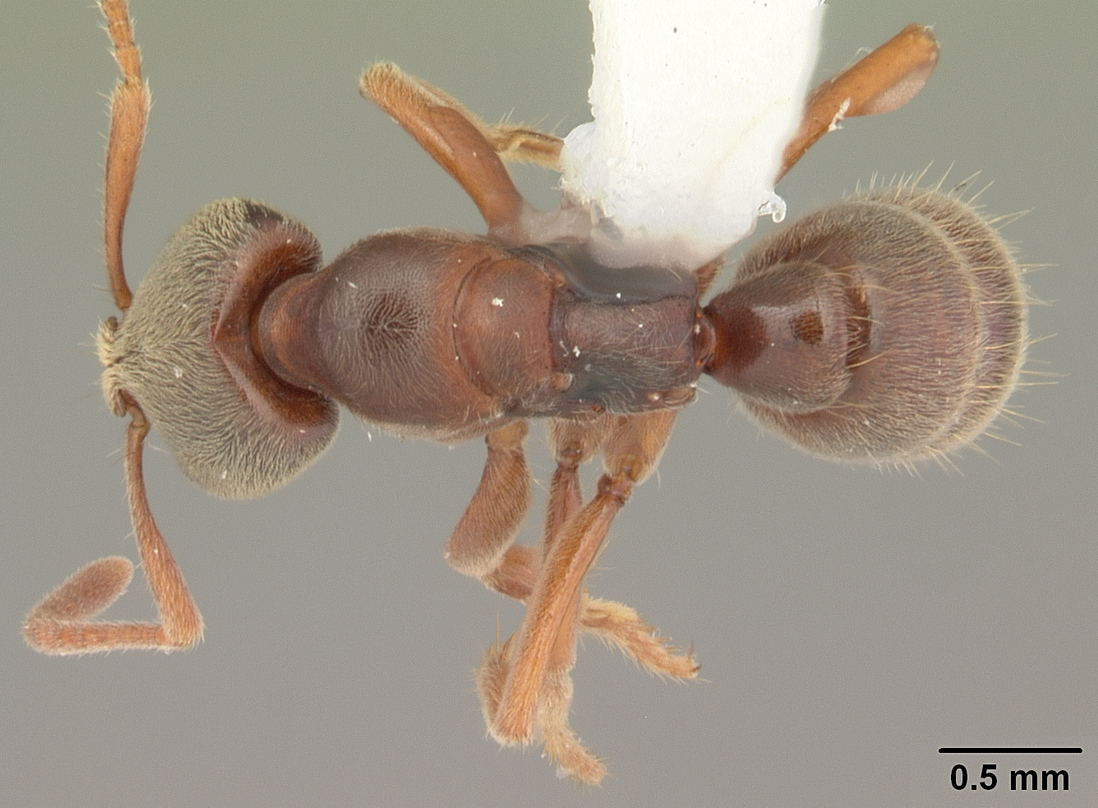